# Silleda (kommunhuvudort)
Silleda är en kommunhuvudort i Spanien.   Den ligger i provinsen Provincia de Pontevedra och regionen Galicien, i den nordvästra delen av landet, 400 km nordväst om huvudstaden Madrid. Silleda ligger 494 meter över havet och antalet invånare är 9 018.
Terrängen runt Silleda är huvudsakligen kuperad, men den allra närmaste omgivningen är platt. Terrängen runt Silleda sluttar norrut. Runt Silleda är det ganska tätbefolkat, med 58 invånare per kvadratkilometer. Närmaste större samhälle är Ribeira, 17,0 km väster om Silleda. Omgivningarna runt Silleda är en mosaik av jordbruksmark och naturlig växtlighet.